# 金万一
金 万一（キム・マニル、1944年 - 1947年）は、北朝鮮の国家主席である金日成の次男。当時「有羅（ユーラ）」と呼ばれていた金正日の実弟で、わずか3歳で夭逝した。

## 略歴
金日成と金正淑の間に生まれる。幼名は修羅（슈라、シューラ）、あるいは紗奢とも称した。兄の有羅（金正日）同様、ソビエト連邦出生説の根拠とされる。正日と大変仲が良く、共によく遊んでいたといわれる。
第二次世界大戦後、旧ソ連から朝鮮に帰還した金日成の一家は、終戦時に日本人資産家が残した半日本風の邸宅で暮らした。平壌にあるその官邸は、オンドル部屋が1つ、寝室が1つ、事務部屋が1つ、畳部屋が1つと、決して贅沢とはいえない民家であったが、庭が広く、幅4メートルほどもある池もあった。夏には、母金正淑が池を利用して造ったプールで遊ぶことが多かった。
金万一は1947年の夏、平壌の金日成官邸にあった池で6歳の兄正日と遊んでいたところ溺死した。李東華の子息セルゲイ・リー（カザフスタン在住）の証言によれば、夕方、金日成から李東華に「シューラが池でおぼれたから大至急、官邸に来てほしい」という電話があって急行した。シューラは1時間後に警備兵によって発見され、李が現場に駆け付けたとき、池からすくいあげられたが、すでに死亡していた。
庭にはユーラとシューラしかおらず、金日成が金正日から聞き出した話では、弟が池で溺れたとき、正日は怖くなってその場から逃げたという。その後、金正日が何かヘマをすると、父金日成は「だから弟を死なせたではないか」と叱ることがあった。金正日は父を尊敬する一方で、恐怖に近い感情を強めた。実の父親から心の傷に塩を塗られたことが彼の人格形成に強い影響を与えたともいわれる。また、当時3歳であった万一の死は、正日が妹の金敬姫（ロシア名「タチヤーナ」）を溺愛する要因となったとも指摘される。